# Geher-Länderkampf der Männer 1979 Spanien – BR Deutschland – Mexiko – Schweden – Ungarn
| 1. Leichtathletik-Länderkampf mit bundesdeutscher Beteiligung 1979                | 1. Leichtathletik-Länderkampf mit bundesdeutscher Beteiligung 1979 |
| --------------------------------------------------------------------------------- | ------------------------------------------------------------------ |
|                                                                                   |                                                                    |
| Geher-Vergleich der Männer: Spanien – BR Deutschland – Mexiko – Schweden – Ungarn |                                                                    |
| Austragungsort                                                                    | Valencia                                                           |
| Wettbewerbe                                                                       | 2                                                                  |
| Datum                                                                             | 19./20. Mai                                                        |
| 1. MEX 2. FRG 2. SWE 4. HUN 5. ESP                                                | 73 Punkte 47 Punkte 41 Punkte 31 Punkte                            |
| Chronik                                                                           |                                                                    |
| ← letzter LK 1978: 00GBR-FRG Geher (M)                                            | FRA-FRG Geher (F) →                                                |

Den ersten Vergleich des Länderkampfjahres 1979 bestritten die Geher, die am 19./20. Mai einen Fünfländerkampf mit Spanien, Mexiko, Schweden und Ungarn austrugen. Ausrichter war die spanische Stadt Valencia. Vier dieser Nationen waren im Vorjahr bereits einmal aufeinander getroffen, die Bundesrepublik hatte vor Spanien, Ungarn und Schweden gesiegt. Mit Mexiko hatte es 1975 einmal eine Begegnung gegeben, an der auch eine Vertretung aus Großbritannien teilgenommen hatte. Die mexikanischen Weltklassegeher hatten den Wettkampf vor der Bundesrepublik und Großbritannien klar für sich entschieden.

## Modus
Wie gewohnt standen zwei Wettbewerbe auf dem Programm, das Straßengehen über 20 und wieder einmal 50 statt 35 Kilometer. Jede Nation konnte je Wettbewerb vier Geher stellen, von denen die drei Besten gewertet wurden. Spanien trat in beiden Wettbewerben mit nur drei Gehern an. Ungarn war auf der längeren Distanz mit nur drei Athleten am Start. Die Punkte wurden folgendermaßen verteilt: 1. Platz: 16 P / 2. Pl.: 14 P / 3. Pl.: 13 P / 4. Pl.: 12 P / …

## Ergebnis
Die mexikanischen Geher dominierten diese Begegnung eindeutig. In beiden Wettbewerben erzielten sie Doppelsiege, über zwanzig Kilometer lagen sogar drei Mexikaner vorn. So war Mexiko auch in Valencia nicht zu schlagen. Mit 73 Punkten ging die Länderkampfwertung klar an die Geher aus Übersee. Die Bundesrepublik Deutschland und Schweden kamen dahinter mit je 47 Punkten gemeinsam auf den zweiten Platz. Der Vorjahresdritte Ungarn wurde mit 41 Punkten diesmal Vierter vor Gastgeber Spanien (mit 31 Punkten Fünfter und Letzter).

## Legende
Kurze Übersicht zur Bedeutung der Symbolik – so üblicherweise auch in sonstigen Veröffentlichungen verwendet:
| DNF | nicht im Ziel (did not finish) |
| DSQ | disqualifiziert                |

## Resultate

### 20-km-Straßengehen
| Platz | Athlet             | Land | Zeit (h)  |
| ----- | ------------------ | ---- | --------- |
| 01    | Daniel Bautista    | MEX  | 1:22:15,4 |
| 02    | Raúl González      | MEX  | 1:26:27,0 |
| 03    | Félix Gómez        | MEX  | 1:28:00,0 |
| 04    | Jorge Llopart      | ESP  | 1:28:22,0 |
| 05    | János Szálas       | HUN  | 1:28:52,0 |
| 06    | Bo Gustafsson      | SWE  | 1:29:09,0 |
| 07    | Imre Stankovics    | HUN  | 1:29:18,0 |
| 08    | Hans Michalski     | FRG  | 1:31:01,0 |
| 09    | Tibor Szilágy      | HUN  | 1:31:12,0 |
| 10    | Jürgen Meyer       | FRG  | 1:31:30,0 |
| 11    | Owe Hemmingsson    | SWE  | 1:32:12,0 |
| 12    | Per Möller         | SWE  | 1:32:51,0 |
| 13    | Alfons Schwarz     | FRG  | 1:33:44,0 |
| 14    | Alf Brandt         | SWE  | 1:34:37,0 |
| 15    | Wolfgang Wiedemann | FRG  | 1:35:14,0 |
| 16    | Miklós Domján      | HUN  | 1:35:53,0 |
| 17    | Manuel Alcalde     | ESP  | 1:36:28,0 |
| 18    | Antonio Amorós     | ESP  | 1:40:39,0 |
| DSQ   | Ángel Flores       | MEX  |           |

Datum: 19. Mai

### 50-km-Straßengehen
| Platz | Athlet            | Land | Zeit (h) |
| ----- | ----------------- | ---- | -------- |
| 01    | Domingo Colin     | MEX  | 3:47:18  |
| 02    | Martín Bermúdez   | MEX  | 3:50:42  |
| 03    | Gerhard Weidner   | FRG  | 4:03:52  |
| 04    | Agustin Jorba     | ESP  | 4:08:46  |
| 05    | Bengt Simonsen    | SWE  | 4:09:20  |
| 06    | Stogolov Elofsson | SWE  | 4:10:14  |
| 07    | Heinrich Schubert | FRG  | 4:11:03  |
| 0 8   | Hans Binder       | FRG  | 4:11:39  |
| 09    | Göran Aneheim     | SWE  | 4:17:53  |
| 10    | Karl Degener      | FRG  | 4:22:25  |
| 11    | Max Sjöholm       | SWE  | 4:30:30  |
| 12    | János Danovszky   | HUN  | 4:31:13  |
| 13    | Zoltán Rutkay     | HUN  | 4:43:19  |
| 14    | Rafael Espejo     | ESP  | 4:53:25  |
| 15    | Károly Orbán      | HUN  | 5:01:14  |
| DNF   | Raúl González     | MEX  |          |
| DNF   | Pedro Aroche      | MEX  |          |
| DNF   | José Marín        | ESP  |          |

Datum: 20. Mai